# 夏の大将
「夏の大将」（なつのたいしょう）は、阿部義晴とSPARKS GO GOの期間限定ユニット、ABEX GO GOの2枚目のシングル。1997年7月1日、Sony Recordsより発売。

## 解説
ユニット第二弾シングル。本シングルとVHS「生どり」発売を以てABEX GO GOとしての活動は終了。
阿部は本シングル以降、自身のレーベルabedon the companyより音源をリリース。そのため、2007年にDVD「阿部義晴音楽祭～仲間とノリノリ40祭～」が発売されるまでの10年間、阿部はソニー・ミュージックから一時離れることとなった。

## 収録曲
全作曲：阿部義晴　全編曲：ABEX GO GO
1. 夏の大将 (3:56)
  - 作詞：八熊慎一
  - 長年アルバム未収録となっていたが、2002年発売の阿部のアルバム「THE SINGLE COLLECTION」でアルバム初収録。その後2007年発売の「阿部義晴 セルフセレクション」にも収録された。
2. Rock'n 北国 (3:11)
  - 作詞：橘哲也
  - 現時点でどのアルバムにも収録されていない。本シングルは廃盤となっているが、曲自体はダウンロード等で聴くことができる。
3. 夏の大将 (instrumental) (3:56)